# Negazione
Negazione est un groupe de punk hardcore italien, originaire de Turin.

## Biographie
Negazione est formé en 1983 à Turin, par Roberto « Tax » Farano à la guitare,, Orlando Furioso à la batterie (plus connu comme batteur au sein de Declino), Guido « Zazzo » Sassola au chant, et Marco Mathieu à la basse. Après une brève période, Orlando Furioso est remplacé par Michele D'Alessio, avec qui ils produiront leur premier split-cassette intitulé Mucchio selvaggio, publié en collaboration avec les labels Ossa Rotte Tapes et Disforia Tapes. Le split est réédité en LP deux ans plus tard par le label Children of the Revolution Records. 
En 1984, ils sont invités par le label américain R Radical Records de Dave Dictor, à participer çà leur double-compilation International P.E.A.C.E. Benefit Compilation, aux côtés de groupes internationaux comme Crass, D.O.A., Dirty Rotten Imbeciles, Septic Death, Conflict, Reagan Youth, White Lies, Subhumans, Dead Kennedys, Butthole Surfers, et italiens comme Declino, Peggio Punx, Wretched, Contrazione, Impact, Cheetah Chrome Motherfuckers et RAF Punk. La compilation est publiée en partenariat avec le fanzine Maximumrocknroll, qui se consacre à la scène punk italienne.
En 1985 sort l'EP 7" auto-produit Tutti pazzi qui marque l'arrivée de Fabrizio « DJ Fabri » Fiegl. Ils tournent en soutien à l'EP notamment au Danemark, aux Pays-Bas et en Allemagne, puis publient un deuxième EP auto-produit, intitulé Condannati a morte nel vostro quieto vivere. En 1986, ils enregistrent avec Paesi Bassi leur premier album Lo spirito continua, publié par le label Konkurrel. En 1987, le groupe revient en studio avec Paesi Bassi pour enregistrer ...nightmare, un EP publié au label américain New Beginning Records. En 1988 commence une longue collaboration avec le label We Bite Records, auquel ils publient l'album Little dreamer suivi d'un EP avec Elvin Betti du groupe Gow à a batterie sur le titre Behind the Door.
Entre 1990 et 1991, le groupe joue avec Giovanni Pellino. Le 19 juillet 1992, le groupe annonce sa séparation après avoir joué son dernier concert au Monsters of Rock en septembre 1991.

## Membres

### Derniers membres
- Guido « Zazzo » Sassola - chant
- Roberto « Tax » Farano - guitare
- Marco Mathieu - basse

### Anciens membres
- Orlando Furioso
- Michele D'Alessio
- Roberto Vernetti - boite à rythmes
- Fabrizio « DJ Fabri » Fiegl
- Rowdy James
- Stefano « Bone » Bonanni
- Elvin Betti
- Giovanni « Jeff » Pellino
- Massimo Ferrusi

## Discographie

### Albums studio
- 1986 : Lo spirito continua (TVOR on Vinyl)
- 1988 : Little dreamer (We Bite Records)
- 1990 : 100% (We Bite Records)

### EP
- 1985 : Tutti pazzi (auto-produit)
- 1985 : Condannati a morte nel vostro quieto vivere (auto-produit)
- 1987 : ...nightmare (7", New Beginning Records)
- 1989 : Sempre in bilico (7", We Bite Records)
- 1989 : Behind the door (12"/CD, We Bite Records)

### Cassette
- 1984 : Mucchio selvaggio (split-cassette avec Declino)

### Collection
- 1989 : Wild Bunch the Early Days (We Bite Records)
- 2002 : Tutti pazzi 1983-1992 (raccolta)
- 2012 : Il giorno del sole (CD, Shake Edizioni)

### Compilations
- 1983 - L'incubo continua (LP - Disforia Tapes)
- 1984 - International P.E.A.C.E. Benefit Compilation
- 1986 - Emma
- 1989 - Untitled
- 1995 - We Bite Records 100
- 1995 - Hate / Love
- 1995 - Network of Friends
- 1998 - Network of Friends Vol. 2